# Dracula veleziana
Dracula veleziana är en orkidéart som beskrevs av Carlyle August Luer och V.N.M.Rao. Dracula veleziana ingår i släktet Dracula och familjen orkidéer.
Artens utbredningsområde är Colombia. Inga underarter finns listade i Catalogue of Life.